# الن آشر

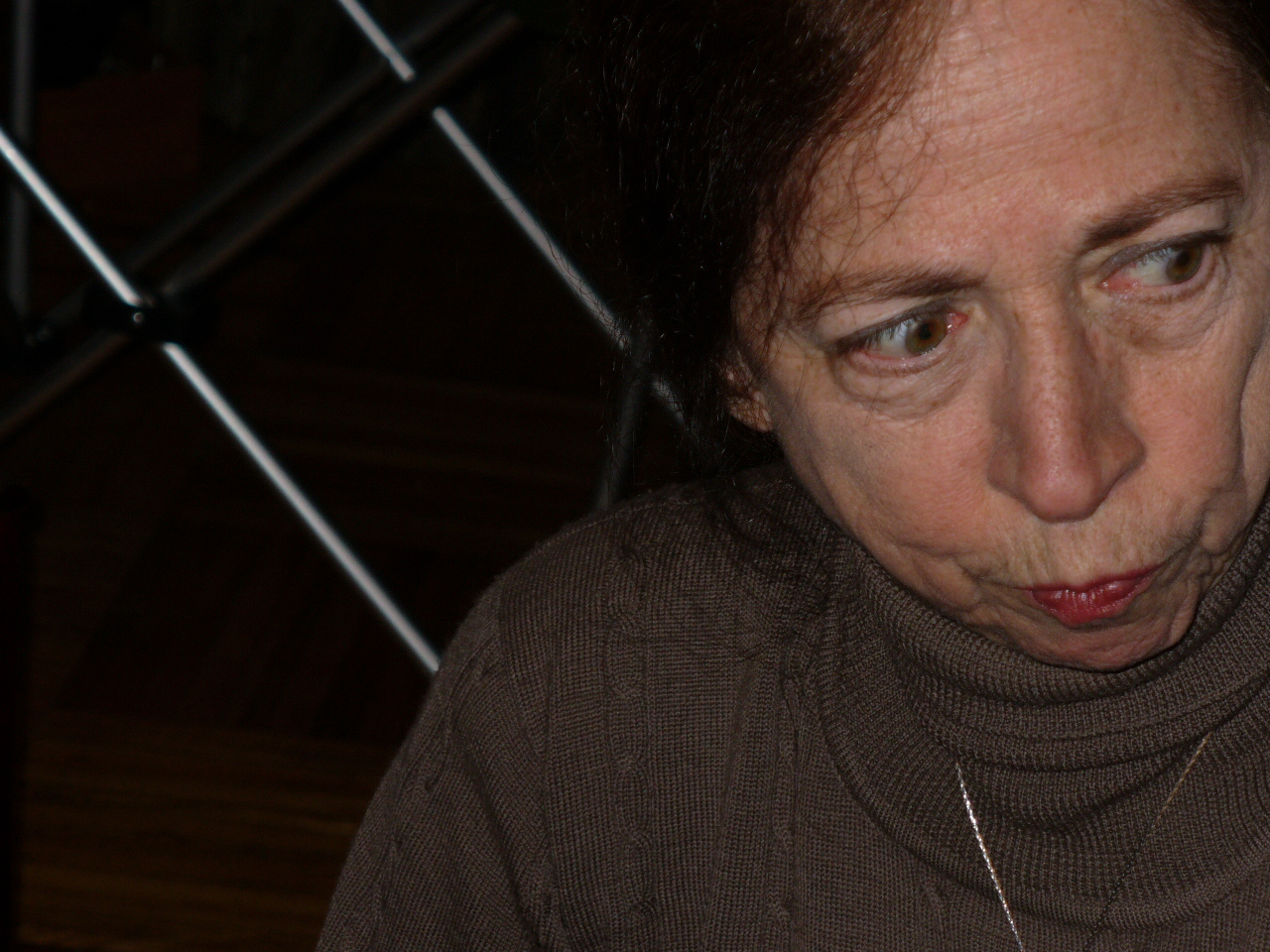
آلن آشر ويراستار امریکایی

الن اشر ویراستار داستانهای علمی آمریکایی است که از 8 فوریه 1973 تا اول ژوئن 2007 به مدت سی و چهار سال به عنوان سردبیر باشگاه کتاب علمی تخیلی (SFBC) خدمت کرده‌است. وی در شهر نیویورک بزرگ شد و از 1970 تا 1972 ویرایش داستان‌های علمی تخیلی را در کتابخانه آمریکایی جدید آغاز کرد.
وی به عنوان سردبیر SFBC ، انتشار گلچین‌هایی مانند کویینتت اژدها، سکستت خون‌آشام، عامیانه عادلانه، و شاهکارهای ترور و ماوراء طبیعی را سرپرستی کرد. در سال ۱۹۸۴، آشر به عنوان داور جوایز جهانی تخیلی انتخاب شد. در سال ۲۰۰۱، آشر جایزه یادبود ادبیات اچ اسمیت انجمن داستان‌های علمی جدید انگلستان را دریافت کرد.
اشر در سال ۲۰۰۹ جایزه جهانی فانتزی را برای دست‌آورد زندگی دریافت کرد و مهمان افتخاری در اصلاح، ۶۹مین کنوانسیون داستانهای علمی جهان بود. او بعضی اوقات کارهای آزاد نیز انجام می‌دهد.